# فالوپیو
فالوپیو (به ایتالیایی: Faloppio) یک کومونه در ایتالیا است که در استان کومو واقع شده‌است.

## خصوصیات
فالوپیو ۴٫۲ کیلومترمربع مساحت و ۳٬۵۶۷ نفر جمعیت دارد.